# Pepper Adams
Pepper Adams (eigentlich Park Adams, * 8. Oktober 1930 in Highland Park, Michigan; † 10. September 1986 in New York) war ein US-amerikanischer Baritonsaxophonist des Hard Bop. Er pflegte im Gegensatz zu Gerry Mulligan eine harte, zupackende Spielweise und wurde deshalb von seinen Kollegen im Stan-Kenton-Orchester „The Knife“ genannt. Weitere wichtige Stationen waren die Zusammenarbeit mit Charles Mingus, sein Quintett mit dem Co-Leader Donald Byrd und die Thad Jones/Mel Lewis Big Band.

## Leben und Wirken
Pepper Adams wuchs in Rochester, New York auf und hatte dort erste Auftritte als Tenorsaxophonist und Klarinettist. Als seine Familie nach Detroit zog, lernte der fünfzehnjährige Pepper afroamerikanische Musiker kennen und spielte 1947 als Baritonsaxophonist bei Lucky Thompson. Nach Studium und zweijährigem Militärdienst in Korea spielte er ab 1953 unter anderem mit Tommy Flanagan, Paul Chambers, Elvin Jones und Kenny Burrell, mit dem er 1956 nach New York ging. Nach einem kurzen Gastspiel in der Big Band von Stan Kenton arbeitete er bei Maynard Ferguson. Nach einer Tournee an die Westküste mit Mel Lewis arbeitet Adams vorwiegend in New York mit eigenen Gruppen, wie mit Donald Byrd, Jimmy Knepper und Bobby Timmons, mit denen er auch im Jazzclub Five Spot auftrat, spielte freelance u. a. mit Thelonious Monk und mit Charles Mingus, mit dem er 1959 das Album Blues and Roots einspielte. In den 1960er Jahren begann seine Zusammenarbeit mit dem Orchester von Thad Jones und Mel Lewis, dem er ab 1965 mit Unterbrechungen bis 1978 angehören sollte. Daneben arbeitete Adams an eigenen Alben, wie mit Zoot Sims, Walter Norris oder Roland Hanna. 1981 war er Mitglied der Dizzy Gillespie Dream Band. Kurz vor seinem Tode wirkte er als Gastsolist an der Suite Mingus von Denny Christianson mit.
Sein Stil auf dem Baritonsaxophon beeinflusste u. a. Scott Robinson und Gary Smulyan.

## Diskographische Hinweise
- 1957: The Cool Sound of Pepper Adams (Savoy Records) mit Bernard McKinney, Hank Jones, Elvin Jones
- 1957: Pepper Adams Quintet with Stu Williamson (Mode)
- 1958: 10 To 4 At The 5 Spot (OJC, 1958) mit Donald Byrd, Bobby Timmons, Doug Watkins
- 1961: Out Of This World (Fresh Sound Records) mit Donald Byrd, Herbie Hancock, Teddy Charles
- 1963: Pepper Adams Plays Charles Mingus (Fresh Sound Records) mit Thad Jones, Charles McPherson, Zoot Sims, Hank Jones, Paul Chambers, Dannie Richmond
- 1968: Encounter! (OJC) mit Zoot Sims, Tommy Flanagan, Ron Carter, Elvin Jones
- 1978: The Master (Camden, 1978–85) mit Frank Foster, Roland Hanna George Mraz, Billy Hart
- 1983: Conjuration: Fat Tuesday’s Session (Reservoir) mit Kenny Wheeler, Hank Jones, Clint Houston, Louis Hayes
- 1986: Pepper (Enja) mit Walter Norris, George Mraz, Denny Christianson Big Band (1975–1986)[1]
- 2012: Joy Road: The Complete Works of Pepper Adams (Motema), mit Jeremy Kahn, Gary Smulyan, Kevin Bales, Frank Basile, Joe Magnarelli, Adam Birnbaum, Dennis Irwin, Tim Horner, Alexis Cole, Pat LaBarbera, Eric Alexander